# Eridanos

Reconstrucción de los ramales del antiguo río Eridanos durante el Pleistoceno

Erídanos (Ἠριδανός / Ēridanós) es el nombre que dan los geólogos al río que fluía donde se encuentra ahora el mar Báltico. El conjunto de ríos anteriormente era más conocido como 'Sistema de Ríos del Báltico'. Nacía en la actual región de Laponia y hace dos millones de años tenía casi 2.700 kilómetros de largo, longitud comparable a la del actual río Danubio.
El río Eridanos empezó a fluir hace alrededor de 40 millones de años durante el Eoceno. Hace 12 millones de años, durante el Mioceno, alcanzó el área del Mar del Norte, donde empezó a formarse un inmenso delta con sus sedimentos. 
El río desapareció a comienzos del Pleistoceno medio, cuando el lecho del Mar Báltico se cubrió de hielo.